# Quantico (Maryland)
Quantico es un lugar designado por el censo ubicado en el condado de Wicomico en el estado estadounidense de Maryland. En el Censo de 2010 tenía una población de 133 habitantes y una densidad poblacional de 27,16 personas por km².

## Geografía
Quantico se encuentra ubicado en las coordenadas 38°22′36″N 75°45′9″O / 38.37667, -75.75250. Según la Oficina del Censo de los Estados Unidos, Quantico tiene una superficie total de 4,9 km², de la cual 4,9 km² corresponden a tierra firme y (0%) 0 km² es agua.

## Demografía
Según el censo de 2010, había 133 personas residiendo en Quantico. La densidad de población era de 27,16 hab./km². De los 133 habitantes, Quantico estaba compuesto por el 96,24% blancos, el 3,01% eran afroamericanos, el 0% eran amerindios, el 0% eran asiáticos, el 0% eran isleños del Pacífico, el 0% eran de otras razas y el 0,75% pertenecían a dos o más razas. Del total de la población el 5,26% eran hispanos o latinos de cualquier raza.